# 聖者が街にやってくる (LITTLEの曲)
「聖者が街にやってくる」（せいじゃがまちにやってくる)は、日本の歌手LITTLEのメジャー2枚目のシングルである。2004年11月24日発売。発売元はユニバーサルミュージック。

## 概要
- 通常盤と初回限定盤の2種リリース。初回限定盤はCD-EXTRA仕様で2004年8月30日に渋谷AXで行われたライブより「I SING,I SAY」のライブ映像が収録。
- ホーン隊には東京スカパラダイスオーケストラが参加している。
- PV監督はUGICHIN。

## 収録曲
1. 聖者が街にやってくる (4:03)
訳詞：LITTLE／作曲・編曲：Shing.S・DJ TAKADA
2. 12月 (4:03)
作詞：LITTLE・Iz／作曲：DJ PMX・LITTLE／編曲：DJ PMX
3. いいの2004 (3:46)
作詞：LITTLE／作曲・編曲：little little
インディーズ時代の曲のリアレンジ
4. 聖者が街にやってくる (instrumental) (4:01)
5. 12月 (instrumental) (4:01)
6. 聖者が街にやってくる (a cappella) (3:33)

## 収録アルバム
- オリジナル『LIFE』（2005年6月22日）

## タイアップ
- 聖者が街にやってくる：日本テレビ系『音楽戦士 MUSIC FIGHTER』オープニングテーマ